# Нет худа без добра
«Нет худа без добра» (исп. Mudarse por mejorarse или No hay mal que por bien no venga) — комедия испанского писателя Хуана Руиса де Аларкона, впервые опубликованная в 1628 году во второй части собрания его пьес, изданного в Мадриде. Считается одним из наиболее значительных произведений этого автора.